# Mahalapye (cidade)
Mahalapye é uma cidade localizada no Distrito Central em Botswana. Possuía, em 2011, uma população estimada de 43 289 habitantes. É a maior localidade do subdistrito homônimo.